# استونیایی‌های سوئدی
استونیایی‌های سوئدی (سوئدی: estlandssvenskar) گروهی از مردم کشور استونی هستند که در سواحل و جزایر شمالی و غربی این کشور زندگی می‌کنند و به زبان سوئدی صحبت می‌کنند.
آغاز رسمی استقرار سوئدی‌ها در این مناطق (معروف به آیبولند) به قرن ۱۳ و ۱۴ برمی گردد، زمانی که اجداد سوئدی‌زبان‌ها از سوئد و فنلاند به استونی رسیده‌اند.
در سال ۲۰۰۰، سوئدی‌ها بیست و یکمین گروه قومی در استونی بودند که تعداد آنها فقط ۳۰۰ نفر بود. با این وجود تعداد زیادی استونیایی‌های سوئدی ساکن سوئد هستند.